# Corazon Combo
Corazon Combo, född 7 maj 2019 i Finland, är en finländsk varmblodig travhäst. Han tränas och körs av Pekka Korpi.

## Bakgrund
Corazon Combo är en mörkbrun hingst efter Express Duo och under Arctic Secret (efter Dream Vacation). Han föddes upp och ägs av Star-Racing Oy & Wipunen varainhallinta Oy.

## Karriär
Corazon Combo började tävla i augusti 2021. Han har till juli 2022 sprungit in 143 000 euro på 13 starter varav 12 segrar och en andraplats.
Han blev uppmärksammad i Sverige, då han besegrade Tetrick Wania i dennes årsdebut som treåring. Pekka Korpi sa efter loppet att Corazon Combo siktas mot finalen av Breeders Course på Solvalla under Elitloppshelgen, ett lopp som han senare inte anmäldes till.
Corazon Combo var obesegrad i sina tolv första starter. Han besegrades för första gången i långa E3-finalen av Bedazzled Sox, körd av Torbjörn Jansson.